# Chumy Chúmez
José María González Castrillo (San Sebastián, 8 de mayo de 1927 - Madrid, 10 de abril de 2013), conocido por el seudónimo de "Chumy Chúmez", fue un humorista gráfico, escritor y director de cine español.

## Biografía
Nacido en San Sebastián, durante la guerra de 1936-1939 fue evacuado a Francia y luego a Alàs (Lérida). De vuelta a su ciudad natal se formó como profesor mercantil y posteriormente estudió dibujo y pintura. Debido a su pasión por la pintura se trasladó a Madrid, lugar en el que se dedicaría al humor, al principio en periódicos de forma esporádica y más tarde de forma fija en los semanarios La Codorniz y Triunfo y en el diario Madrid, del que fue habitual de la tercera página hasta que fue suspendido por orden gubernativa en 1971. 
En 1972 deja La Codorniz para fundar una nueva revista humorística, Hermano Lobo.
En la década de 1960 rodó varios documentales, en su mayoría sobre localidades andaluzas. También colaboró redactando guiones cinematográficos y televisivos (La tortuga perezosa) llegó a escribir algunos propios.
Dirigió dos películas: Dios bendiga cada rincón de esta casa (1977), protagonizada por Lola Gaos y Blanca Estrada, el mediometraje La lozana andaluza (1983) y ¿Pero no vas a cambiar nunca, Margarita? (1978), protagonizada por Silvia Aguilar y Antonio Garisa. La primera y la tercera fueron producidas por Manuel Summers, el mediometraje lo produjo José Frade.
Trabajó como contertulio en diferentes programas de radio (Protagonistas y Las mañanas de Radio 1) y de televisión (Este país necesita un repaso).
De su faceta de escritor, cabe destacar El manzano de tres patas, Mi tío Gustavo que en gloria esté, Del silencio al grito. Antología, Todos somos de derechas y Yo fui feliz en la guerra (1986), una autobiografía acerca de sus recuerdos de la guerra civil española. Otros títulos son Por fin un hombre honrado (1994) y Pase usted sin llamar (1995).
También fue conferenciante y articulista.
A lo largo de su vida recibió un gran número de premios, como el Premio Paleta Agromán (1977), el Premio Mingote (1985), el Premio de Periodismo "Francisco Cerecedo" (1991) y el Premio Iberoamericano de Humor Gráfico Quevedos (2002). En 1970 un jurado canadiense le proclamó el mejor humorista gráfico del mundo.
Estuvo casado con Cheryl Nan Wong, ciudadana de EE. UU., entre 1969 y 1978, y tuvieron un hijo, Marcel Wong-González, nacido en 1970.
Murió el 10 de abril de 2003 de cáncer de hígado. Parte de sus cenizas fueron depositadas en el panteón familiar de San Sebastián, su ciudad natal, mientras que el resto fueron esparcidas en Cascais (Portugal).
En 2004 se inauguró en Alcalá de Henares la exposición El descreído imaginario, sobre la vida y obra de Chumy Chúmez. Su comisario fue el guionista de historietas Felipe Hernández Cava y recorrió varias localidades españolas.
Su único hijo, Marcel Wong-González, donó el archivo de su padre a la Biblioteca Nacional de España el 8 de noviembre de 2016. El legado está compuesto por unos 4000 documentos, muchos de ellos originales de chistes gráficos.

## Obras

### Humor gráfico
- Dibujos humorísticos, Siglo XXI de España Editores, 1969.
- Chumy Chumez 1970, Editorial Fundamentos, 1971.
- Y así para siempre, Alianza Editorial, 1972 (antología).
- Todos somos de derechas, Ediciones 99, 1973.
- Una biografía, Editorial Fundamentos, 1973.
- Con la clara y con la yema, Ediciones Península, 1973.
- El libro de cabecera, Ediciones Sedmay, 1975.
- Con las tetas cruzadas, 1978.
- Lo mejor de Chumy Chúmez, Editorial Planeta, 1992 (antología).
- Pase usted sin llamar, PPC, Editorial y Distribuidora, 1995.
- Humorware 97, América Ibérica, 1997.
- Chumy Chúmez, Caja San Fernando, 2000 (antología, catálogo de exposición).
- Del silencio al grito, Editorial EDAF, 2001 (antología).
- De su propia cosecha, Asociación de periodistas europeos, 2007 (antología).
- Españoleando, 2008 (antología, catálogo de exposición).
- Humores que matan, Reino de Cordelia, 2018. ISBN 9788416968619.

### Narración y ensayo
- El manzano de tres patas, Taurus, 1956.
- Mi tío Gustavo. que en gloria esté, Taurus Ediciones, 1958.
- Humor de contrabando, con Miguel Salabert, Ediciones Arión, 1959.
- El rabioso dolor y otros bienes de consumo, Editorial Fundamentos, 1971.
- Yo fui feliz en la guerra, Plaza & Janes Editores, 1986.
- Ayer casi me muero, Plaza & Janes Editores, 1988.
- Ser humorista, 1988.
- La enfermedad desde el enfermo, 1992.
- Por fin un hombre honrado, Grupo Libro 88, 1994.
- Dios nos coja confesados, 1996.
- Hacerse un hombre, Grupo Unido de Proyectos y Operaciones, 1996.
- Moderna cartilla de urbanidad, Editorial EDAF, 1999.
- Cartas de un hipocondríaco a su médico de cabecera, Editorial EDAF, 2000.
- Vida de maqueto, Algaba Ediciones, 2003. ISBN 9788496107175.